# Ioannis Otountzidis
Ioannis Otountzidis er en græsk basketballspiller der midt i sæsonen 2008/2009 blev hentet til Team FOG Næstved fra Sliven i den bedste bulgarske række, som erstatning for litauske Thomas Vilkius, der netop var hjemvendt til Litauen for at være sammen med sin gravide kæreste.
Ioannis spiller center og er med sine 205 cm den højeste spiller for Team FOG Næstved.